# Neptun (Mythologie)

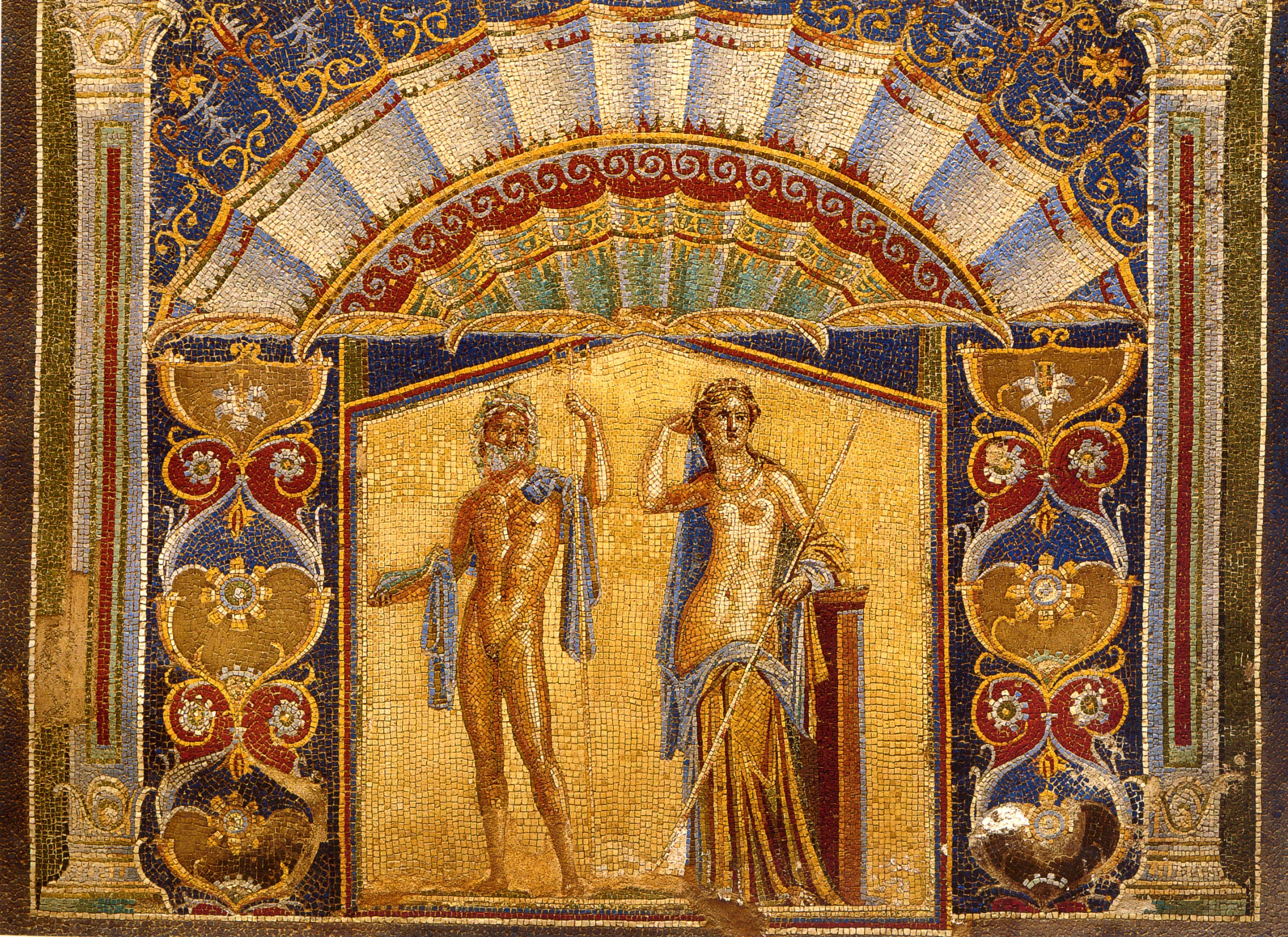
Neptun und Amphitrite (römisches Mosaik aus Herculaneum, Casa di Nettuno e Anfitrite, 1. Jahrhundert)

Der römische Gott Neptun (lateinisch Neptūnus, etruskisch Nethun(u)s) war ursprünglich vermutlich der Gott der fließenden Gewässer, der springenden Quellen oder sogar des Wetters. Ab dem beginnenden 3. Jahrhundert v. Chr. wurde er dem griechischen Poseidon gleichgesetzt, womit er auch zum Gott des Meeres wurde.
Es bleibt schwierig, den griechischen Gott Poseidon vom römischen Gott Neptun zu differenzieren, eine Gleichstellung beider sollte dennoch nicht erfolgen.

## Mythologie
Neptuns Eltern sind der Mythologie nach Saturnus und Ops (bzw. Rhea), seine Brüder Pluto und Jupiter, mit letzterem teilte er sich zudem die Herrschaft über die Oberwelt. Neptun war im römischen Mythos mit Salacia verheiratet, die der griechischen Amphitrite entspricht. Ob Triton auch in der römischen Mythologie als sein Sohn angesehen werden kann, ist ebenfalls umstritten. Es wird vermutet, dass Neptun keine Nachkommen hatte. Auch ist seine Verwandtschaft mit Jupiter und Pluto nicht vor der Gleichsetzung mit dem griechischen Poseidon belegt.
Er wohnte in der Meerestiefe mit großem Gefolge niederer Meeresgottheiten und war Herrscher über die von Pontos und Gaia hervorgebrachten Meeresgottheiten Nereus, Phorkys und Keto.
Die antiken Quellen (vor allem Plinius, Livius und Cassius Dio) überliefern mindestens zwei ihm gewidmete Kultstätten auf dem Campus Martius in Rom, einen Tempel des Neptun, der vor 206 v. Chr. im Gebiet des Circus Flaminius geweiht wurde, und die sogenannte Basilica Neptuni, die 25 v. Chr. von Marcus Vipsanius Agrippa zu Ehren des Augustus, in unmittelbarer Nähe zum Pantheon, erbaut wurde. Auch in der Provinz und italienischen Städten außerhalb Roms wurde er verehrt, vor allem an Flüssen, Seen oder in Meeresnähe.
Zu seinen Ehren wurden schon sehr früh im Römischen Reich am 23. Juli die Neptunalia gefeiert. Über das Fest selbst ist nicht viel bekannt, man weiß nur, dass Laubhütten errichtet wurden, deren Zweck ist jedoch nicht genau belegt (Schutz vor Sonne, Verkaufsstände, Bitte um Regen).

## Darstellung
Neptun wird meistens mit dem Dreizack (Ψ), Seewesen und/oder Delphinen dargestellt. Mit dem Erdbeben auslösenden Dreizack, einem Geschenk der Zyklopen, konnte er Meer, Flüsse und Seen beherrschen. Die Delphine dienen ihm als Boten. Oft sind ihm auch Pferde beigegeben, die hinten die Gestalt von Fischschwänzen haben (Hippokampen).
In den häufigsten Fällen trägt er einen Bart und in sein Haar ist ein schmales Band geschlungen. In der Hand hält er seinen Dreizack. Er steht oft auf einer Muschel – statt eines Wagens – die von Meer-Pferden gezogen wird. Manchmal sind es vier, die ihn in alle vier Himmelsrichtungen bringen können. Nicht selten ist er allein gezeigt, in einem stillen Meer stehend, um ihn herum Delphine, und ein reich beladenes Schiff betrachtend.

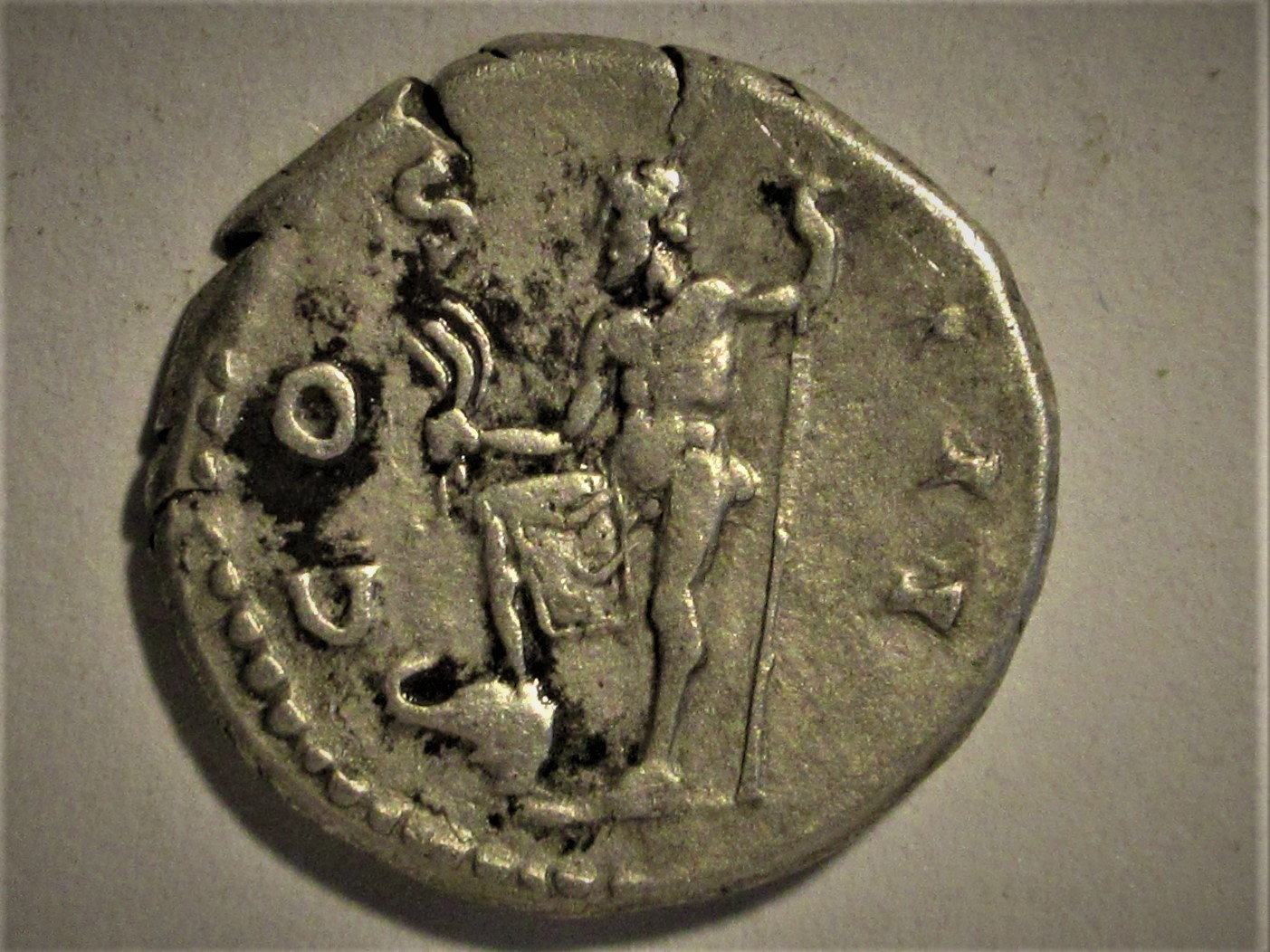
Neptun auf Denar Kaiser Hadrians

Oft stellt er seinen Fuß auf eine Prora. Neptun wird – wie der griechische Poseidon – oft auch von Nereiden begleitet. Wie andere Gottheiten auch, wurde er gelegentlich als Motiv mit den für ihn typischen Attributen auf die Rückseiten römischer Münzen geprägt.

## Rezeption nach der Antike

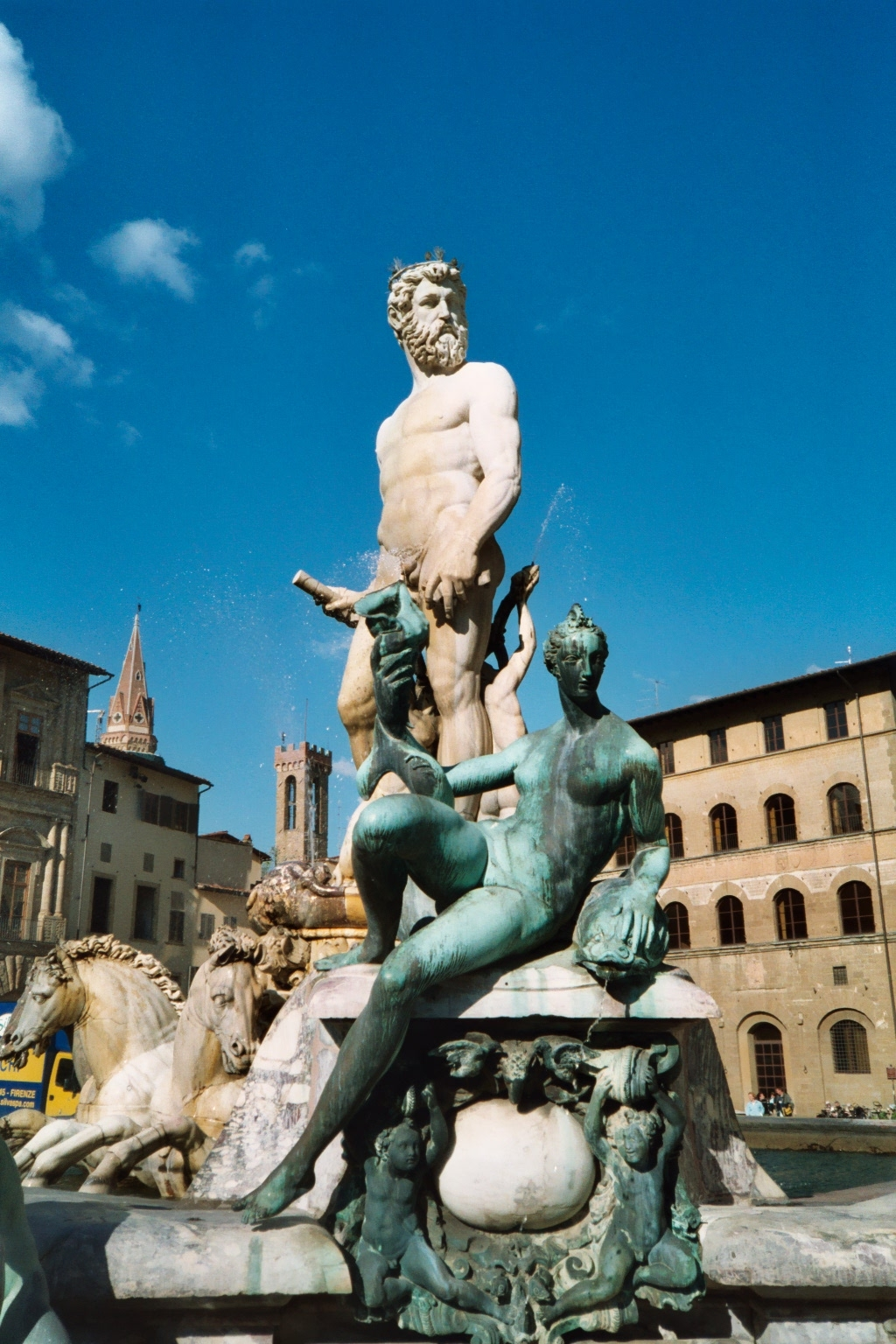
Neptunbrunnen in Florenz

Seit der Renaissance ist sein Standbild ein beliebtes Motiv an Prachtbrunnen.
In den meist italienischen Opern der Barockzeit, die sich mit mythologischen Themen befassen, tritt häufig der Name Neptuns – in der italienischen Form Nettuno – an Stelle des griechischen Poseidon, auch wenn das Libretto einen griechischen Hintergrund hat.
In Telemanns Suite Hamburger Ebb’ und Fluth von 1723 trägt die Loure den programmatischen Titel „Der verliebte Neptun“.
In der bildenden Kunst des Barock verkörpert Neptun, in Darstellungen der vier Elemente, das Wasser.
In der christlichen Seefahrt kommt er bei der Äquatortaufe persönlich an Bord. Unter Seemännern ist er – neben dem Klabautermann – ein häufig erwähntes Thema.
Beim Seemannsbrauchtum ist es zum Teil heute noch üblich, dass bei einem Umtrunk ein Glas voll alkoholischen Getränkes für Neptun in das Meer geschüttet wird.